# Пильня (озеро)
Пильня (также Пильно) — пресноводное озеро в Заполярном районе на севере Ненецкого автономного округа, расположено в восточной части Варандейского полуострова.

## Общие сведения
Площадь озера 51,6 км². Высота над уровнем моря — 1 м. Протяжённость озера 11,7 км, ширина достигает 8,3 км. Площадь водосбора составляет 171 км2.

## Описание
Котловина озера состоит из двух плёсов: более крупного северного (с глубинами до 3,5 м) и южного, сужающегося к югу (с глубинами до 2 м). На юге вытекает река Пильня, впадающая в Хайпудырскую губу Печорского моря. Крупных притоков не имеет. Протоками соединено с некоторыми соседними менее крупными озёрами (Тобой, Хэтято и др.). Берега преимущественно низкие, местами заболоченные, покрыты тундровой растительностью. На севере и северо-востоке берега относительно высокие и обрывистые (до 7 м высотой).
Ближайший населённый пункт — вахтовый посёлок Варандей, расположенный в 30 км к восток-северо-востоку.